# Ex-Hacienda de Atenco
Ex-Hacienda de Atenco är en ort i Mexiko.   Den ligger i kommunen Tianguistenco och delstaten Mexiko, i den sydöstra delen av landet, 50 km sydväst om huvudstaden Mexico City. Ex-Hacienda de Atenco ligger 2 579 meter över havet och antalet invånare är 371.
Terrängen runt Ex-Hacienda de Atenco är platt åt nordväst, men åt sydost är den kuperad. Runt Ex-Hacienda de Atenco är det tätbefolkat, med 735 invånare per kvadratkilometer. Närmaste större samhälle är Toluca, 18,6 km nordväst om Ex-Hacienda de Atenco. Trakten runt Ex-Hacienda de Atenco består till största delen av jordbruksmark.